# 2005 en automobile
Chronologie de l'automobile
- 2004 en automobile - 2005 en automobile - 2006 en automobile

## Industrie automobile
- 2 janvier : publication du nombre de voitures neuves vendues en France en 2004. Le seuil des deux millions (2 014 000) est dépassé après un second semestre nettement plus dynamique que le poussif premier semestre 2004.
- 5 janvier : Renault annonce une hausse globale de ses ventes mondiales de 4,2 % à 2 480 000 véhicules.
- 5 janvier : l'Italie enregistre une hausse de 5,2 % pour la vente des voitures neuves en 2004 à 2 259 000 véhicules.
- 15 avril : Le Groupe Rover est placé en liquidation judiciaire puis revendue par morceaux aux différents actionnaires.
- 14 novembre : la Renault Clio III, lancée en septembre 2005, a été élue Voiture de l'Année 2006. Elle succède à la Toyota Prius.
- Octobre: cinquantenaire de la Citroën DS et présentation de la Citroën C6

## Salon automobile
- Salon automobile de Detroit : (9-23 janvier)

## Sport automobile

### Rallye raid
- Rallye Paris-Dakar : 1er janvier-16 janvier

### Rallye
- Rallye Monte-Carlo : (20-23 janvier)
- Championnat du monde des rallyes 2005

### Formule 1
- Championnat du monde de Formule 1 2005

### Endurance
- 24 heures du Mans : (18-19 juin)

### Autres formules
- 500 miles d'Indianapolis : (29 mai)
- Champ Car

## Décès
- 12 février : Maurice Trintignant, Pilote automobile français, 87 ans
- 8 avril : Cliff Allison, Pilote automobile (Formule 1) britannique, 73 ans
- 15 avril : Art Cross, Pilote automobile (Formule 1) américain, 87 ans
- 25 avril : John Love, Pilote automobile (Formule 1) rhodésien, 80 ans
- 18 novembre : Gérard Crombac, journaliste automobile suisse, 76 ans